# Tamri
Tamri (àrab: التامري, at-Tāmrī; amazic estàndard marroquí: ⵜⴰⵎⵔⵉ, Tamri) és una comuna rural de la prefectura d'Agadir Ida-Outanane, a la regió de Souss-Massa, al Marroc. Segons el cens de 2014 tenia una població total de 18.577 persones.